# Проект «Канойл»
Проект «Канойл» — трубопровод, построенный во время Второй мировой войны для обеспечения поставок нефти для обороны Аляски и западного побережья Северной Америки. Проект был завершен за два года с астрономическими затратами и был заброшен менее чем через год.

## История
Во время Второй мировой войны Соединенные Штаты были обеспокоены возможным нападением Японии на западное побережье континента и перекрытие линий снабжения Аляски. Была построена Аляскинская трасса, для соединения Аляски с остальной частью Соединенных Штатов, и был задумали проект CANOL (Canadian Oil), чтобы обеспечить поставку нефти из Норман-Уэлс. Военное министерство США решило построить проект в апреле 1942 года и он был передан Инженерному корпусу армии Соединенных Штатов.

## Строительство

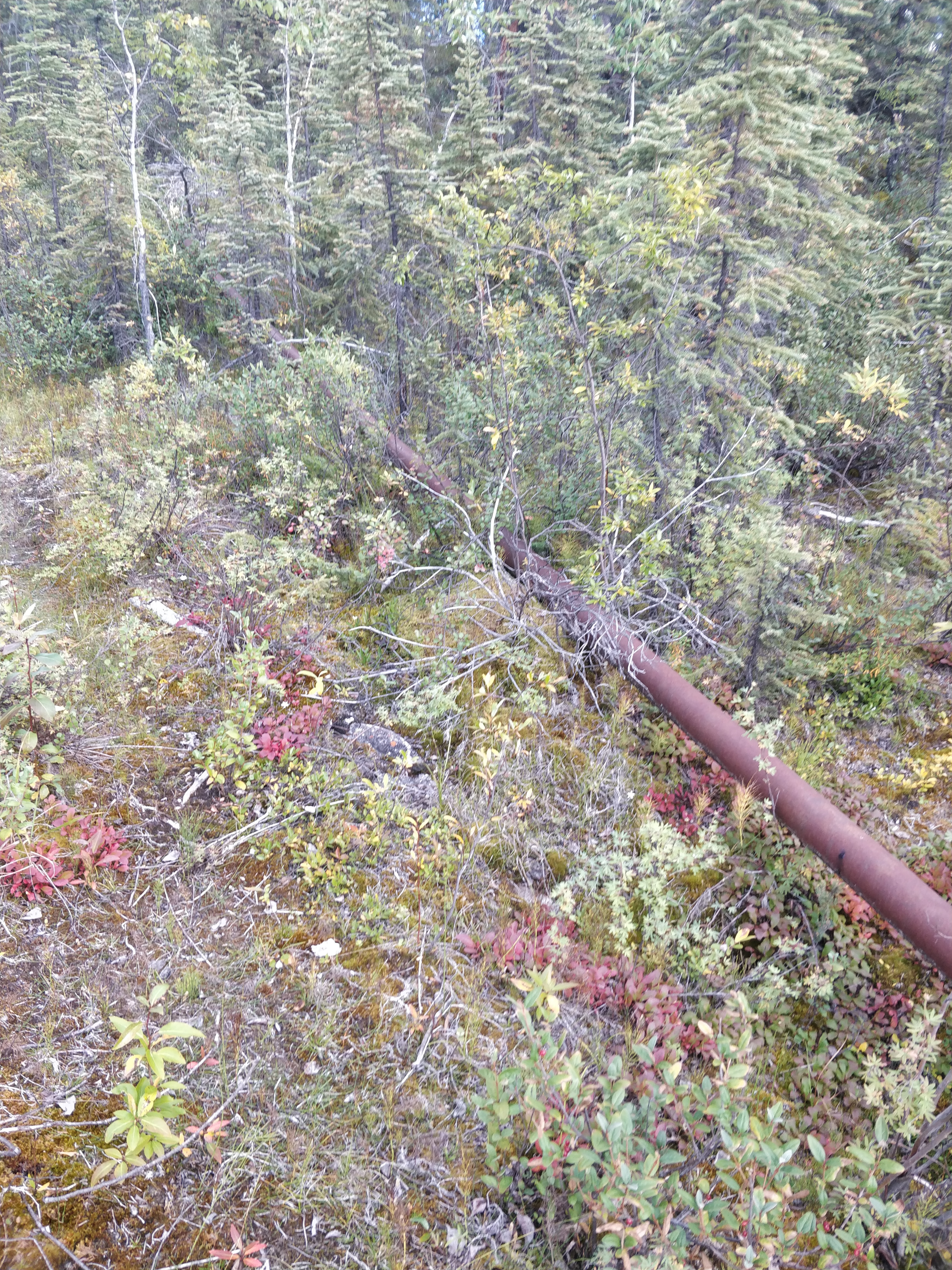
Остатки трубопровода Canol вдоль Тропы наследия Канол, 2020 год

W. A. Bechtel Co, H. Price & Co. и W. E. Callahan Construction Co. сформировали консорциум для осуществления данного проекта. Консорциум известный как Bechtel-Price-Callahan также включал в себя шесть ассоциированных компаний. Standard Oil выступила консультантом по проекту и была назначена управляющей нефтеперерабатывающим заводом в Уайтхорсе. Imperial Oil владела месторождением в Норман-Уэлс и должна была отвечать за поставки нефти. Гордон Тернбулл и Sverdrup and Parcel были выбраны архитектором и инженером рекордного проекта.
Окончательный план проекта включал в себя:
- Водный маршрут доставки баржами длиной 1100 миль (1800 км) от Уотервэйс, Альберта до Норман-Уэлс
- Десять аэродромов между Эдмонтоном и Норман-Уэлсом
- Зимняя дорога длиной 1000 миль (1600 км) от Пис-Ривер, Альберта до Норман-Уэлс
- Водный и железнодорожный маршрут снабжения через Принс-Руперт и Скагуэй, Аляска
- Всепогодная дорога между Норман-Уэлс и Джонсонс-Кроссинг, Юкон
- Нефтеперерабатывающий завод в Уайтхорсе, Юкон
- Трубопровод общей протяженностью 1600 миль (2600 км), соединяющих Уайтхорс с
  - Норман-Уэлс (Canol No. 1)
  - Скагуэй, Аляска(Canol No.2)
  - Уотсон Лейк (Canol No.3)
  - Фэрбанкс (Canol No. 4)
- Телеграфная система, соединяющая все ключевые точки проекта

Трубопровод был диаметром всего 4 дюйма (10 см). Сырая нефть с низкой гравитацией из Нормандских скважин имела температуру застывания значительно ниже точки замерзания и могла течь по узкому трубопроводу, не нагреваясь. Трубопровод был проложен на поверхности земли, чтобы упростить строительство и техническое обслуживание. Для перекачки сырой нефти в Уайтхорс требовалось десять насосных станций. Насосы были специально разработаны для использования сырой нефти из скважин в Норман-Уэлс. Еще 19 насосных станций перекачивали очищенной нефти вдоль Аляскинской трассы от Уайтхорса до озера Уотсон и Фэрбанкса.
Окончательная стоимость проекта Canol была оценена в 134 миллиона долларов (что эквивалентно 1 946 166 352 долларам в 2019 году) и, возможно, в итоге приблизилась к 300 миллионам долларов, если учесть оплату работы военного персонала.

## Использование и вывод из эксплуатации
Последний сварной шов трубопровода был завершен 16 февраля 1944 года в районе перевала Макмиллан. Первая сырая нефть поступила на нефтеперерабатывающий завод в Уайтхорсе 16 апреля, а торжественное открытие состоялось 30 апреля. Первоначально была возможность производить только бензин, но ближе к закрытию проекта в ноябре 1944 года появилась возможность производить также авиационное топливо.
В связи с удаленностью и сложных условий эксплуатации затраты на обеспечение топливом из Канола были значительно выше, чем на доставку топлива танкерами. 8 марта 1945 года Военное министерство США приняло решение закрыть проект. Сразу же начались работы по утеплению всей техники, очистке и складированию лагерей и вывозу всего личного состава. Вскоре после этого трубопровод был объявлен излишней. Imperial Oil приобрела оборудование в Норман-Уэлс за 3 миллиона долларов. Также данная компания заплатила 1 миллион долларов за нефтеперерабатывающий завод в Уайтхорсе, который был построен за 27 миллионов долларов, а затем демонтирован и отправлен в Альберту. Права на утилизацию оставшейся части линии были проданы за 700 000 долларов и осуществлены Джорджем Прайсом из Досон-Крика, Британская Колумбия. Часть ценного оборудования была вывезена, но большая часть трубопровода, телеграфной проволоки, транспортных средств и зданий были брошены.

## Текущее состояние
Трасса Канол все еще сезонно действует в пределах Юкона и известна как шоссе №6. Паром у поселка Росс-Ривер, Юкон, используется для переправы через реку Пелли. На территории Юкона осталось несколько старых автомобильных свалок, а через реку Росс сохранился старый трубопроводный переход. Мост использовался как пешеходный и был недавно отремонтирован.
На Северо-Западных территориях дорога больше не поддерживается и теперь является туристической Тропой наследия Канола. Подсчитано, что вдоль трубопровода было разлито 46 000 баррелей сырой нефти. Многие из заброшенных зданий и транспортных средств содержат опасные материалы, а в телеграфной проволоке запутываются такие животные, как лоси и карибу. Очистка телеграфной проволоки началась в 2015 году, и большая часть проволоки вдоль тропы была свернута и удалена. В 2018 году начались восстановительные работы по удалению загрязняющих веществ, телеграфной проволоки и других опасных остатков проекта. Работы должны были быть завершены в 2020 году. Рекультивация тропы позволит создать территориальный парк Doi T'oh в соответствии с Всеобъемлющим соглашением о земельных претензиях Сахту Дене и метисов (Sahtu Dene and Metis Comprehensive Land Claim Agreement).
В 2018 году на бывшем месте нефтеперерабатывающего завода в Уайтхорсе, известном как смоляная яма Марвелла, начались очистительные работы. Предполагалось, что работы будут завершены в 2020 году и обойдутся почти в 7 миллионов долларов.